# Bahtiyarlar, Gürgentepe
Bahtiyarlar là một xã thuộc huyện Gürgentepe, tỉnh Ordu, Thổ Nhĩ Kỳ. Dân số thời điểm năm 2010 là 1.297 người.